# Peter Duréel
Peter Nilsson Duréel, tidigare Nilsson, född 20 januari 1628 i Norrköping, Östergötland, död 25 januari 1681 i Eldsberga församling, var en svensk ämbetsman.

## Biografi
Peter Duréel föddes 1628 i Norrköping. Han var son till borgmästaren Nils Månsson och Margareta Crusebjörn i Norrköping. Duréel blev 15 september 1642 student vid Uppsala universitet och började 21 februari 1654 att arbeta som sekreterare i kommerskollegium. Han adlades 14 april 1654 tillsammans med sina bröder Johan Duréel och Nils Duréel till Duréel och introducerades i Sveriges riddarhus som nummer 609. Duréel blev 15 maj 1658 landsdomare i Blekinge lagsaga och 17 juli 1666 i Hallands lagsaga, med avsked 11 januari 1678. Han avled 1681 på Stjärnarps säteri i Eldsberga församling och begravdes 10 juni 1683 i Sankt Jakobs kyrka, Stockholm. Kroppen gravsattes sedan i Silfverstiernska eller Drakenhielmska graven i Ludgo kyrka.
Duréel ägde gårdarna Stjärnarps säteri i Eldsberga socken, Alslöv i Tönnersjö socken, Rossared i Fjärås socken, Lövsund och Ön i Runtuna socken och grängshammars bruk i Silvbergs socken.

### Familj
Duréel var gift med Helena Silfverstierna. Hon var dotter till statssekreteraren Johan Silfverstierna och Catharina Elisabet Eriksdotter. De fick tillsammans barnen studenten Johan Duréel (1658–1676) vid Lunds universitet, Catharina Elisabet Duréel och brottslingen Margareta Brita Duréel (död 1696).